# 天主教蒙蒂斯克拉鲁斯总教区

Regional CNBB Leste 2.

天主教蒙蒂斯克拉鲁斯总教区

天主教蒙蒂斯克拉魯斯總教區（拉丁語：Archidioecesis Montisclarensis）是羅馬天主教在巴西的一個教省總教區，下轄三個教區。
總教區的前身成立於1910年12月10日，2001年4月25日升為總教區。
總教區位於米納斯吉拉斯州北部，2004年有教友549,509人，佔轄區總人口75.0%。總教區下轄卅七個堂區，有六十一名司鐸。
現任總主教為若望·猶斯定·德·梅德羅斯·西爾瓦，榮休總主教為若瑟·亞爾伯·莫拉。